# Azzurra Volley San Casciano 2014-2015
Questa voce raccoglie le informazioni riguardanti l'Azzurra Volley San Casciano nelle competizioni ufficiali della stagione 2014-2015.

## Stagione
La stagione 2014-15 è per l'Azzurra Volley San Casciano, sponsorizzata da Il Bisonte e portando nella denominazione pubblicità la città di Firenze in quanto sede di gioco, la prima in Serie A1: la squadra toscana infatti ha acquisito il diritto di partecipazione al massimo campionato italiano dopo aver vinto i play-off promozione della Serie A2 2013-14. In panchina viene confermata l'allenatrice Francesca Vannini, mentre la rosa è in una parte cambiata con le poche conferme di Federica Mastrodicasa, Beatrice Parrocchiale, Floriana Bertone e Giorgia Vingaretti. Tra gli acquisti quelli di Chiara Negrini, Raffaella Calloni, Carmen Țurlea, Alessandra Petrucci e Rita Liliom, mentre tra le cessioni quelle di Silvia Lotti, Elena Koleva e Alessandra Focosi.
Il campionato si apre con cinque sconfitte consecutive, anche se la squadra di San Casciano in Val di Pesa riesce a guadagnare il suo primo punto nella sconfitta al tie-break contro l'Agil Volley: la prima vittoria arriva alla sesta giornata ai danni del Forlì, in trasferta; dopo una gara persa contro il Promoball Volleyball Flero, seguono due successi consecutivi, per poi perdere le ultime due partite del girone di andata, facendo chiudere la squadra al decimo posto in classifica, non utile per qualificarsi alla Coppa Italia. La prima vittoria del girone di ritorno è alla quattordicesima giornata, per 3-1, in casa del Volley Bergamo: gli altri successi arrivano alla diciassettesima giornata contro il club di Forlì e alla diciannovesima e ventesima giornata; l'Azzurra Volley San Casciano mantiene quindi, al termine della regular season, il decimo posto in classifica, non qualificandosi per i play-off scudetto ma ottenendo la salvezza nella Serie A1, evitando anche i play-out retrocessione in quanto ha più di quattro punti rispetto all'undicesima classificata.

## Organigramma societario
Area direttiva
- Presidente: Elio Sità
- Vicepresidente: Simone Innocenti

Area organizzativa
- Direttore sportivo: Gino Mazzi
- Dirigente: Riccardo Capo, Maurizio Petrocelli, Giovanni Sieni, Alessandro Ginanni

Area tecnica
- Allenatore: Francesca Vannini
- Allenatore in seconda: Giampiero Gentile
- Assistente allenatore: Maurizio Reali
- Scout man: Giorgio Cotroneo

Area comunicazione
- Ufficio stampa: Andrea Pratellesi

Area sanitaria
- Medico: Laura Bavecchi Chellini
- Preparatore atletico: Gabriele Valenzi
- Fisioterapista: Michele Savarese

## Rosa
| N° | Nome                  | Ruolo | Data di nascita   | Nazionalità sportiva |
| -- | --------------------- | ----- | ----------------- | -------------------- |
| 1  | Federica Mastrodicasa | C     | 5 febbraio 1988   | Italia               |
| 2  | Alessandra Petrucci   | P     | 11 febbraio 1983  | Italia               |
| 3  | Rita Liliom           | S/O   | 23 maggio 1986    | Ungheria             |
| 6  | Carmen Țurlea         | S/O   | 18 novembre 1975  | Romania              |
| 7  | Chiara Negrini        | S     | 27 aprile 1979    | Italia               |
| 8  | Adele Poggi           | S     | 29 marzo 1996     | Italia               |
| 9  | Giulia Pascucci       | S/O   | 29 settembre 1993 | Italia               |
| 10 | Beatrice Parrocchiale | L     | 26 dicembre 1995  | Italia               |
| 11 | Letizia Savelli       | L     | 31 marzo 1985     | Italia               |
| 12 | Giulia Pietrelli      | S     | 27 agosto 1988    | Italia               |
| 13 | Raffaella Calloni     | C     | 4 maggio 1983     | Italia               |
| 15 | Floriana Bertone      | C     | 19 ottobre 1992   | Italia               |
| 18 | Giorgia Vingaretti    | P     | 5 febbraio 1985   | Italia               |

## Mercato
| Acquisti | Acquisti            | Acquisti            | Acquisti   |
| R.       | Nome                | da                  | Modalità   |
| -------- | ------------------- | ------------------- | ---------- |
| C        | Raffaella Calloni   | Imoco               | definitivo |
| S/O      | Rita Liliom         | Yeşilyurt           | definitivo |
| S        | Chiara Negrini      | Robur Tiboni Urbino | definitivo |
| S/O      | Giulia Pascucci     | New Libertas        | definitivo |
| P        | Alessandra Petrucci | Busto Arsizio       | definitivo |
| S        | Adele Poggi         | EuroRipoli          | definitivo |
| S/O      | Carmen Țurlea       | inattiva            | definitivo |

| Cessioni | Cessioni           | Cessioni     | Cessioni   |
| R.       | Nome               | a            | Modalità   |
| -------- | ------------------ | ------------ | ---------- |
| P        | Alessandra Focosi  | New Libertas | definitivo |
| C        | Silvia Giovannelli | -            | ritirata   |
| S/O      | Elena Koleva       | Forlì        | definitivo |
| S        | Silvia Lotti       | Beng Rovigo  | definitivo |
| S        | Francesca Villani  | Filottrano   | definitivo |

## Risultati

### Serie A1

#### Girone di andata
| 1ª giornata - 2 novembre 2014 Nelson Mandela Forum, Firenze   | San Casciano  | 1 - 3 | Imoco               | 23-25, 25-20, 21-25, 23-25        |
| 2ª giornata - 8 novembre 2014 PalaTerdoppio, Novara           | AGIL          | 3 - 2 | San Casciano        | 25-27, 25-11, 25-18, 21-25, 15-5  |
| 3ª giornata - 16 novembre 2014 Nelson Mandela Forum, Firenze  | San Casciano  | 1 - 3 | Bergamo             | 23-25, 25-23, 18-25, 16-25        |
| 4ª giornata - 19 novembre 2014 PalaFarina, Viadana            | Casalmaggiore | 3 - 0 | San Casciano        | 25-16, 25-23, 25-18               |
| 5ª giornata - 23 novembre 2014 Nelson Mandela Forum, Firenze  | San Casciano  | 0 - 3 | LJ                  | 21-25, 21-25, 17-25               |
| 6ª giornata - 29 novembre 2014 PalaRomiti, Forlì              | Forlì         | 0 - 3 | San Casciano        | 23-25, 18-25, 14-25               |
| 7ª giornata - 3 dicembre 2014 Nelson Mandela Forum, Firenze   | San Casciano  | 1 - 3 | Flero               | 13-25, 25-18, 15-25, 25-27        |
| 8ª giornata - 6 dicembre 2014 PalaBanca, Piacenza             | River         | 1 - 3 | San Casciano        | 21-25, 25-23, 28-30, 19-25        |
| 9ª giornata - 15 dicembre 2014 Nelson Mandela Forum, Firenze  | San Casciano  | 3 - 0 | Robur Tiboni Urbino | 25-20, 25-21, 25-21               |
| 10ª giornata - 21 dicembre 2014 Nelson Mandela Forum, Firenze | San Casciano  | 0 - 3 | Savino Del Bene     | 19-25, 22-25, 22-25               |
| 11ª giornata - 26 dicembre 2014 PalaYamamay, Busto Arsizio    | Busto Arsizio | 3 - 2 | San Casciano        | 24-26, 25-16, 25-18, 23-25, 15-11 |

#### Girone di ritorno
| 12ª giornata - 3 gennaio 2015 PalaVerde, Villorba              | Imoco               | 3 - 1 | San Casciano  | 19-25, 25-17, 27-25, 25-23        |
| 13ª giornata - 11 gennaio 2015 Nelson Mandela Forum, Firenze   | San Casciano        | 0 - 3 | AGIL          | 17-25, 21-25, 14-25               |
| 14ª giornata - 18 gennaio 2015 PalaNorda, Bergamo              | Bergamo             | 1 - 3 | San Casciano  | 25-27, 22-25, 25-20, 18-25        |
| 15ª giornata - 26 gennaio 2015 Nelson Mandela Forum, Firenze   | San Casciano        | 2 - 3 | Casalmaggiore | 25-19, 25-13, 23-25, 20-25, 5-15  |
| 16ª giornata - 8 febbraio 2015 PalaPanini, Modena              | LJ                  | 3 - 0 | San Casciano  | 25-19, 25-22, 25-14               |
| 17ª giornata - 15 febbraio 2015 Nelson Mandela Forum, Firenze  | San Casciano        | 3 - 2 | Forlì         | 25-19, 15-25, 25-15, 22-25, 15-13 |
| 18ª giornata - 22 febbraio 2015 PalaGeorge, Montichiari        | Flero               | 3 - 1 | San Casciano  | 25-21, 25-18, 24-26, 25-23        |
| 19ª giornata - 8 marzo 2015 Nelson Mandela Forum, Firenze      | San Casciano        | 3 - 0 | River         | 25-18, 25-23, 29-27               |
| 20ª giornata - 15 marzo 2015 PalaMondolce, Urbino              | Robur Tiboni Urbino | 1 - 3 | San Casciano  | 16-25, 22-25, 25-23, 26-28        |
| 21ª giornata - 22 marzo 2015 Palazzetto dello Sport, Scandicci | Savino Del Bene     | 3 - 1 | San Casciano  | 17-25, 29-27, 25-21, 25-23        |
| 22ª giornata - 29 marzo 2015 Nelson Mandela Forum, Firenze     | San Casciano        | 1 - 3 | Busto Arsizio | 18-25, 25-17, 16-25, 15-25        |

## Statistiche

### Statistiche di squadra
| Competizione | Punti | In casa | In casa | In casa | In trasferta | In trasferta | In trasferta | Totale | Totale | Totale |
| Competizione | Punti | G       | V       | P       | G            | V            | P            | G      | V      | P      |
| ------------ | ----- | ------- | ------- | ------- | ------------ | ------------ | ------------ | ------ | ------ | ------ |
| Serie A1     | 23    | 11      | 3       | 8       | 11           | 4            | 7            | 22     | 7      | 15     |
| Totale       | -     | 11      | 3       | 8       | 11           | 4            | 7            | 22     | 7      | 15     |

G = partite giocate; V = partite vinte; P = partite perse

### Statistiche dei giocatori
| Giocatore       | Serie A1 | Serie A1 | Serie A1 | Serie A1 | Serie A1 | Totale | Totale | Totale | Totale | Totale |
| Giocatore       | P        | PT       | AV       | MV       | BV       | P      | PT     | AV     | MV     | BV     |
| --------------- | -------- | -------- | -------- | -------- | -------- | ------ | ------ | ------ | ------ | ------ |
| F. Bertone      | 16       | 91       | 62       | 25       | 4        | 16     | 91     | 62     | 25     | 4      |
| R. Calloni      | 21       | 249      | 170      | 76       | 3        | 21     | 249    | 170    | 76     | 3      |
| R. Lilion       | 17       | 83       | 69       | 7        | 7        | 17     | 83     | 69     | 7      | 7      |
| F. Mastrodicasa | 17       | 96       | 77       | 15       | 4        | 17     | 96     | 77     | 15     | 4      |
| C. Negrini      | 22       | 244      | 208      | 26       | 10       | 22     | 244    | 208    | 26     | 10     |
| B. Parrocchiale | 22       | 1        | 1        | -        | -        | 22     | 1      | 1      | -      | -      |
| G. Pascucci     | 19       | 127      | 108      | 16       | 3        | 19     | 127    | 108    | 16     | 3      |
| A. Petrucci     | 21       | 58       | 44       | 8        | 6        | 21     | 58     | 44     | 8      | 6      |
| G. Pietrelli    | 20       | 36       | 32       | 4        | 0        | 20     | 36     | 32     | 4      | 0      |
| A. Poggi        | 1        | 0        | 0        | 0        | 0        | 1      | 0      | 0      | 0      | 0      |
| L. Savelli      | 2        | -        | -        | -        | -        | 2      | -      | -      | -      | -      |
| C. Țurlea       | 22       | 331      | 310      | 17       | 4        | 22     | 331    | 310    | 17     | 4      |
| G. Vingaretti   | 15       | 4        | 3        | 1        | 0        | 15     | 4      | 3      | 1      | 0      |

P = presenze; PT = punti totali; AV = attacchi vincenti; MV = muri vincenti; BV = battute vincenti